# روزا مانس
روزتا سوزانا (روزا) مانس (انگلیسی: Rosa Manus; ۲۰ اوت ۱۸۸۱ – ۱۹۴۲) فعال طرفدار حق رای زنان (سافرجت) و صلح‌جوی اهل پادشاهی هلند بود.
او دبیر بین‌الملل اتحادیه بین‌المللی زنان برای صلح و آزادی بود.
او در خانواده‌ای یهودی متولد شد و در جنگ‌جهانی دوم در اردوگاه کار اجباری راونسبروک به قتل رسید.

## زندگینامه
روزت سوزانا مانوس در سال ۱۸۸۱ در شهر آمستردام متولد شد و دومین فرزند از هفت فرزند والدین یهودی مرفه بود. پدرش هنری فیلیپ مانوس، تاجر تنباکو و مادرش سوته ویتا اسرائیل خانه‌دار بود. خانواده مانوس یهودی بودند. آموزش در خانه برای زنان یهودی در آن زمان معمول بود و تربیت مانوس نیز تفاوتی نداشت. پدرش مانع از رفتن او به دانشگاه و تحصیل رشته پرستاری شد. مانوس به عنوان یک زن فوق‌العاده ثروتمند، یک میلیونر امروزی از طریق ارث، به صفوف نخبگان رهبری فعال زن پیوست.
او به‌عنوان رئیس انجمن حق رأی زنان، معاون انجمن هلندی برای منافع زنان و شهروندی برابر، و یکی از اعضای مؤسس «لیگ بین‌المللی زنان برای صلح و آزادی» بود. او کاملاً معتقد بود که زنان می‌توانند در سراسر جهان با یکدیگر همکاری کنند تا صلح را به ارمغان بیاورند. او در طول زندگی خود حدود سی سال درگیر کارهای فمینیستی بود و به عنوان "فمنیست بین المللی لیبرال" شناخته می شد.